# Neemia Tialata

a Compétitions nationales et continentales officielles uniquement.

b Matchs officiels uniquement.
Dernière mise à jour le 9 février 2018.
Neemia Tialata, né le 15 juillet 1982 à Lower Hutt en Nouvelle-Zélande, est un joueur international All Blacks d'origine samoane de rugby à XV, évoluant au poste de pilier. Après avoir évolué avec les Hurricanes pendant neuf saisons, il joue en France successivement avec l'Aviron bayonnais, le Stade toulousain et le RC Narbonne.

## Biographie
En juillet 2016, Tialata s'engage avec le RC Narbonne.

## Carrière

### En club
- 2003-2011 : Hurricanes  en Super 14
- 2003-2011 : Wellington RFU  en NPC
- 2011-2014 : Aviron bayonnais  en Top 14.
- 2014-2016 : Stade toulousain  en Top 14.
- 2016-2018 : RC Narbonne  en Pro D2 .

### En équipe nationale

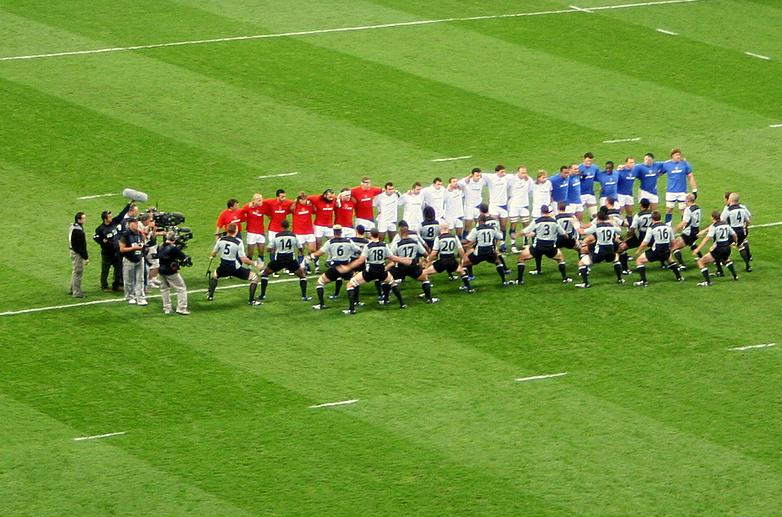
Quart-de-finale France - All Blacks en 2007.

- 43 sélections avec les All-Blacks (2 essais)
- Sélections en Coupe du monde : 4 sélections en 2007

La forte concurrence au poste en sélection fait qu'il n'est pas intégré au squad pour le Tri-nations 2010, Graham Henry lui préférant les frères Owen Franks et Ben Franks ou encore les piliers des Blues Tony Woodcock et John Afoa.
Avec les Kiwis, il dispute une Coupe du monde en 2007. Il participe à quatre éditions du Tri-nations en 2006, 2007, 2008 et 2009.

## Palmarès
- Vainqueur du Tri-nations en 2006, 2007 et 2008.

## Statistiques

### En équipe nationale
De 2005 à 2010, Neemia Tialata compte 43 sélections avec les All-Blacks, inscrivant 10 points. Avec les Kiwis, il dispute une Coupe du monde en 2007. Il participe à quatre éditions du Tri-nations en 2006, 2007, 2008 et 2009.